# Годлевский, Александр Фёдорович
Александр Фёдорович Годлевский (1912, Симферополь — 1979, Калинин) — советский театральный актёр, заслуженный артист РСФСР.

## Биография
Родился в городе Симферополе, в семье полковника царской армии, окончил школу № 1, студию при Крымском государственном драматическом театре. Некоторое время служил во вспомогательном составе Крымского драмтеатра, играл эпизодические роли. Работал в театрах городов Сталино, Благовещенска, в театре «Красный факел» Новосибирска, в Улан-Удэ, Тамбове, Кирове. Творческую и профессиональную школу получил в Тамбове в процессе работы с такими опытными педагогами и режиссёрами, как Л. М. Эльстон и А. М. Незнамов. С 1950 года — артист Калининского драматического театра (ныне Тверской областной академический театр драмы), где актёр прослужил 29 лет. В 1958 году А. Ф. Годлевскому было присвоено звание заслуженного артиста РСФСР. Умер актёр в 1979 году.

## Творчество
Он вошел в труппу в конце 1940-х году уже сложившимся актёром, но именно в коллективе Калининского театра окончательно сформировался и раскрылся его своеобразный талант. В репертуаре актёра роли: Теодоро — «Собака на сене» Лопе де Вега, Ромео — «Ромео и Джульетта» У. Шекспира, Алексей — «Петр I» А. Толстого, Инсаров — «Накануне» И. Тургенева, Петруччио — «Укрощение строптивой» У. Шекспира, Арбенин — «Маскарад» М. Лермонтова, Хлестаков — «Ревизор» Н. Гоголя, Мересьев — «Настоящий человек» Б. Полевого, Яровой — «Любовь Яровая» К. Тренева, Чацкий — «Горе от ума» А. Грибоедова, Протасов — «Живой труп» Л. Толстого, Лелио — «Лгун» К. Гольдони, Корецкий — «Золото» Б. Полевого, Купер — «Дальше — тишина» В. Дельмара. Роль Олеко Дундича, народного учителя из Сербии, сражавшегося в рядах Красной Армии в годы гражданской войны, по воспоминаниям современников, была удачей актёра.
Из характеристики 40-х гг.: «А. Ф. Годлевский — художник, обладающий значительной культурой, общей и профессиональной, отчетливо сказывающейся в достоверности сценического существования его героев, в чувстве меры, в точном отборе деталей».
Г. А. Георгиевский писал о нём: «Александр Федорович — актёр высокой одаренности и необычно широкого диапазона, актёр широко известен в Республике…»
Последней его ролью стал Фирс в спектакле «Вишнёвый сад» Чехова.